# مريض (فلم 2022)
المريض هو فيلم أمريكي أُنتجَ عام 2022م من إخراج المخرج الأمريكي جون هايمز وقام بتأليفه كلاً من الكاتب الأمريكي كيفين ويليامسون وكاتلين كراب ومن بطولة غيديون أدلون، وبيث مليون، وديلان سبرايبيرري.
وقد عُرضَ الفيلم لأول مرة في مهرجان تورونتو السينمائي الدولي في 11 سبتمبر 2022م، وأُصدر في 13 يناير 2023م من قِبَل بيكوك.

## القصة
تبدأ أحداث الفيلم في أبريل من عام 2020م حين طارد شخص مجهول الطالب الجامعي تايلر مورفي أثناء تسوقه في محل بقالة، وقتله عند عودته إلى المنزل بعد أن نصب له كميناً.
ينتقل المشهد لاحقاً لباركر ماسون التي تذهب برفقة صديقتها المقربة، ميري وودلو إلى منزل البحيرة الخاص بعائلتها لقضاء مدة الحجر الصحي، عند وصولهما إلى المنزل الذي يقع في منطقة معزولة تتلقى باركر رسالة نصية مشفرة مزعجة، فتتجاهل الفتاتان الرسالة وتتجهان إلى الرصيف قرب البحيرة للتشمس، حيث تتلقى باركر رسالة من مجهول وتتجاهلها مرة أخرى؛ في وقت لاحق من ذلك اليوم، تلعب الفتاتان لعبة شرب أثناء مشاهدة الأخبار، حينما يطرق زائر مجهول الباب فتتوجه باركر إلى الخارج حاملة سكين لتلقي نظرة، ولكنها لا ترى أحداً.
ينتقل المشهد إلى شخص مجهول يدخل من الباب الخلفي، ولكن يُكشف لاحقاً أنه "دي جي" وهو صديق تعرفه باركر من قبل.
يدخن الثلاثة المارجوانا ويرقصون قبل أن يقرروا النوم، بعد أن غادرت ميري إلى غرفتها، يواجه دي جي باركر بشأن منشور على إنستغرام أظهرها وهي تقبل شخصًا يُدعى بينجي في حفلة.
يقترح دي جي أن يكون هو وباركر في علاقة جدّية، لكنها لا توافق، فيذهب إلى سيارته ويقرر أن يغادر المنزل في الصباح الباكر، حين تدخل شخصية ملثمة تظهرها الكاميرا من الخلف فقط إلى المنزل.
يسرق الدخيل هواتف الثلاثة بينما هم نائمين، يستيقظ دي جي وباركر عندما يصدر صوت موسيقى صاخبة من الطابق السفلي، يرى دي جي الدخيل داخل المنزل ويصرخ ليخبر باركر بالخروج والانتظار في سيارته، تخرج باركر وهي ترى القاتل متجه لغرفة صديقتها ميري فتصرخ لإيقاظها، بينما يتصارع دي جي مع القاتل تستيقظ ميري وتجري للانضمام لباركر في سيارة دي جي، يكاد دي جي أن يهرب من القاتل حين يطعنه عدة مرات تسقط به أرضاً، تترك باركر السيارة للتحقق وسرعان ما ترى الدخيل حاملاً دي جي الذي ثَقَبت لافتة ظهره، ثم يقتله ويطارد الفتيات اللواتي يبتعدن في السيارة، فتتعطل سيارتهم بينما يكمل الدخيل مطاردتهم.
تركض ميري وباركر إلى السطح، لكن ميري تسقط على الأرض فتكمل باركر الهرب حتى تصل إلى المطبخ وتهزم الدخيل، حين يدخل متسلل آخر وهو في حالة ذهول عند رؤية نظيره المصاب فاقداً الوعي، فيفترض أنه ميت.
تظهر اللقطة لاحقاً جري باركر في الخارج وإيجادها لميري على قيد الحياة، ولكن بساق مكسورة، فتطلب من ميري أن تمثل أنها ميتة.
الدخيل الثاني، الذي يعتقد أن ميري ماتت، يطارد باركر بإتجاه البحيرة، تصل باركر إلى البحيرة وتفصل جزء من الرصيف العائم لعرقلة الدخيل الثاني الذي يلاحقها وتتجه نحو منزل الجيران.
في وسط البحيرة، يخرج الدخيل من الماء، ويطعن باركر مما يجبرها على السباحة لبقية الطريق ولكنها تصل إلى منزل الجيران حيث يقابلها جارها الذي يواجهها ببندقية قبل أن يسمع منها ويوافق على الاتصال بالشرطة؛ لسوء الحظ، يطعنه الدحيل على الفور، ويكمل مطاردة باركر ولكن هذه المرة ببندقية الجار.
في هذه الأثناء، تشق ميري طريقها إلى المنزل وتُرَكِب جبيرة من ساق كرسي وغلاف الطعام البلاستيكي، حين يستعيد الدخيل الأول وعيه ويهاجمها، ولكنها تتغلب عليه وتقتله في النهاية.
تصل باركر إلى الطريق الرئيسي، وتتوسل سائقة سيارة مارة في الطريق أن تساعدها، لكن السائقة تصر على أن تضع باركر قناع الجراحة قبل دخول السيارة، مما يثير غضب باركر.
تسمح السائقة لباركر بالدخول للسيارة وتقدم لها قناعًا، والذي يحتوي على مادة منومة (الكلوروفورم)، فتفقد باركر الوعي عند ارتداءه.
تعود السائقة والدخيل إلى منزل البحيرة مع باركر ويقومان بإجراء اختبار كوفيد-19 عليها.
تم الكشف عن أن الاثنين هما زوج وزوجة يدعيان جيسون وباميلا، والدخيل المتوفى هو ابنهما الأكبر، كشفت العائلة المجرمة أن بنجي، الصبي الذي شوهد وهو يقبل باركر في حفلة على منشور في انستغرام، هو ابنهما الأصغر الذي توفي منذ ذلك الحين بسبب عدوى كوفيد-19 أصيب بها، وتشتبه العائلة في أن باركر أصابته في تلك الحفلة، حيث أظهر اختبار كوفيد-19 أن نتيجة باركر إيجابية، لذا طاردتها العائلة رغبةً في الانتقام منها بقتلها.
كما اعترفوا بقتل تايلر مورفي -الصبي من مشهد البقالة سابقاً- لأنه كان الشخص الذي أصاب باركر بالعدوى.
تحاول ميري الاتصال برقم الطوارئ 911 عبر جهاز كمبيوتر محمول، لكن الزوج جيسون يلاحظ شبكة إنترنت نشطة ويدمر المودم.
قلقًا من أن ميري قد لا تكون ميتة بعد سقوطها من السطح، يتوجه جيسون إلى الخارج للتحقق بينما تهدده الزوجة باميلا باركر، فتستغل ميري انشغالهما وتتسلل وتضرب الزوجة ضربة تفقدها وعيها.
لاحقاً، تقوم كلاً من باركر وميري برمي الزوجة من النافذة، ويقوم الزوج بمطاردتهما في أرجاء المنزل، فقاموا بدفعه من مكان مرتفع فسقط على قرون غزال للزينة، مما أسفر عن مقتله.
هربت باركر وميري إلى حظيرة قريبة للعثور على وسيلة هرب جديدة، ولكن قبل أن يتمكنوا من المغادرة، تصل الزوجة باميلا وتهاجمهم، أثناء قتالها مع باركر، غُمرت باميلا في البنزين، وأشعلت ميري النار فيها؛ وصلت الشرطة بينما تشاهد الفتاتان باميلا تحترق حتى الموت.

## طاقم التمثيل
- غيديون أدلون في دور باركر ماسون.
- بيث مليون في دور ميري وودلو.
- ديلان سبرايبيرري في دور دي جي كول.
- مارك مينشاكا في دور جايسون.
- جاين آدامز في دور باميلا.
- جويل كورتني في دور تايلر.
- كريس ريد في دور جيب.
- دوان ستيفنز في دور السيد ليونز.
- لوجان ميرفي في دور بنجي.

## الإنتاج
في مايو 2021م، أُعلن أن ميراماكس أعطى الضوء الأخضر لإنتاج الفيلم مع كيفن ويليامسون وكاتلين كراب كمؤلفين، إلى جانب جون هيامز في فريق الإخراج، وغيديون أديلون للبطولة.  تم الانتهاء من التصوير الرئيسي في صيف عام 2021 في منطقة ويبر بولاية يوتا. 

## الإطلاق
تم عرض الفيلم لأول مرة في مهرجان تورونتو السينمائي الدولي في 11 سبتمبر 2022.  تم إصدار الإعلان الأول في 6 يناير 2023، وكشف عن أن الفيلم سيعرض على بيكوك (خدمة البث) في 13 يناير 2023. 

## الرأي
حصل الفيلم على موقع روتن توميتوز على 86٪ تقييماً إيجابياً من 58 تقييمًا من النقاد، بمتوسط تقييم 7/10.

## روابط خارجية
- مقالات تستعمل روابط فنية بلا صلة مع ويكي بيانات